# Betriebswirtschaftlich optimales Netz
Der Begriff Betriebswirtschaftlich optimales Netz (BON, teils auch Betriebswirtschaftlich optimiertes Netz) wurde ab 1975 für ein kostendeckendes und nicht auf volkswirtschaftlichen Nutzen, sondern einzig auf betriebswirtschaftlichen Erfolg ausgerichtetes nationales Schienennetz verwendet. Er entsprang der damaligen öffentlichen Diskussion um die zunehmenden finanziellen Verluste der Deutschen Bundesbahn (DB).

## Ausgangslage und Inhalt
Angesichts des scheinbar unaufhaltsam wachsenden Defizits der Bundesbahn stellte der im Mai 1974 zum Bundesverkehrsminister berufene Kurt Gscheidle mit Unterstützung des Bundeskabinetts im Dezember 1974 dem DB-Vorstand 13 unternehmenspolitische Zielvorgaben. Eine hiervon enthielt den Auftrag, jede einzelne Strecke zu prüfen, inwieweit sie kostendeckend zu betreiben sei. Am 9. Juni 1975 stellte der DB-Vorstandsvorsitzende Wolfgang Vaerst auf einer Pressekonferenz die sich aus seiner Sicht ergebenden Konsequenzen aus diesen Zielvorgaben vor. Hierzu zählte er insbesondere ein „betriebswirtschaftlich rentables Grundnetz“, das nur noch ein Drittel des damaligen Streckennetzes von 29.000 km ausmachen werde. Dies provozierte eine intensive öffentliche Diskussion.
Im Januar 1976 überreichte der DB-Vorstand dem Bundesverkehrsminister den „Ergebnisbericht für ein betriebswirtschaftlich optimales Netz der DB“. Dieser nannte nun mit dem Zielhorizont 1985 ein Netz von genau 15.945 km, für das ein ausgeglichenes Wirtschaftsergebnis erreicht werde. Die beiden seit Anfang der 1970er-Jahre im Bau befindlichen Schnellfahrstrecken waren dabei bereits eingerechnet, ebenso 268 km neue S-Bahn-Strecken. Ebenfalls eingerechnet waren Rationalisierungsmaßnahmen wie beispielsweise Konzentration des Güterverkehrs auf weniger Rangierbahnhöfe, Elektrifizierung weiterer Strecken sowie Automatisierung des Fahrkartenverkaufs. Vaerst betonte, dass die DB damit die von ihr geforderte Aussage für ein betriebswirtschaftlich optimales Netz erarbeitet habe und es nun Aufgabe der Politik sei, festzulegen, auf welchen zur Stilllegung empfohlenen Strecken sie zusätzliche Bedienungen auf der Schiene wünsche, und diese dann auch zu finanzieren.
Im Frühjahr 1977 legte das Bundesverkehrsministerium eine Liste von Strecken vor, die nicht Teil des „betriebswirtschaftlich optimalen Netzes“ waren, auf denen die „Einstellung des Güterzugbetriebs mit Sicherheit nicht in Betracht“ komme.
Das Konzept erntete zwar in der Öffentlichkeit harsche Kritik, verfehlte jedoch die erwartete Wirkung, die Politik dazu zu bewegen, die Bundesbahn einschließlich ihrer Organisation und Ausgaben grundlegend zu sanieren und ihre sozialen und gemeinwirtschaftlichen Aufgaben klar zu definieren. Im Gegenteil, sowohl die Regierung als auch die Opposition distanzierten sich 1976 von derart drastischen Plänen. Eine grundlegende Umstrukturierung der staatseigenen Bahn erfolgte erst 18 Jahre später mit der Bahnreform, dies auch im Zuge der deutschen Wiedervereinigung und der Zusammenführung von Bundes- und Reichsbahn.

## Umsetzung
Direkte Folge des Konzepts war zunächst, dass in den Folgejahren bis 1979 aus Verfahrensgründen nahezu keine Strecken stillgelegt werden durften. In den Jahren 1978/79 fanden sogenannte Regionalgespräche statt, in denen der Bund mit den Regionen und Kommunen über den Weiterbetrieb der einzelnen Strecken verhandelte. Das Konzept hatte ursprünglich fünf Optionen für das zukünftige Gesamtnetz zwischen 6.000 und 29.000 km untersucht. Drei davon waren aus Sicht der DB betriebswirtschaftlich akzeptabel:
- 6.000 km Eisenbahnnetz, hauptsächlich Fernstrecken mit großen Gewinnmargen
- 10.000 km Eisenbahnnetz, noch rentabel, trägt sich gerade noch selbst
- 15.000 km Eisenbahnnetz, leicht defizitär, aber noch verkraftbar

Der öffentliche Druck und der Einfluss der lokalen Politik führte letztlich im Jahre 1979 dazu, dass nun immerhin 23.000 km Strecken erhalten bleiben sollten und bei den übrigen 6.000 km eine Einteilung in drei etwa gleich große Kategorien vorgenommen wurde:
- 2.189 km Strecken, für die die Verfahren zur Stilllegung gemäß Bundesbahn-Gesetz (BbG) ohne Verzug abzuschließen sind und deren Personenverkehr baldmöglichst auf die Straße zu verlagern ist
- 1.833 km Strecken, für die die Verfahren nach dem BbG vorerst auszusetzen sind
- 2.082 km Strecken, deren Schienenpersonenverkehr aus strukturellen Gründen beibehalten werden soll

(Summe: 6.104 km.)
Als Folge verloren in den Jahren 1980 bis 1986 DB-weit pro Jahr (außer 1982) jeweils 300 bis 500 km Strecken ihren Personenverkehr, darunter auch einige Strecken der mittleren Kategorie. Viele Nebenstrecken verloren gleichzeitig oder kurz darauf auch ihren Güterverkehr und wurden abgebaut. 1982 ging das Amt des DB-Vorstandsvorsitzenden von Wolfgang Vaerst auf den ehemaligen IBM-Topmanager Reiner Maria Gohlke über.

## Vorgeschichte
Nachdem die DB bereits im Jahr 1952 erstmals Verluste verzeichnet hatte, die damals noch gering und leicht auszugleichen waren, setzte man erstmals 1960 in größerem Umfang auf Streckenstilllegungen als Mittel zur Kostendämpfung. Im Jahr 1964 veröffentlichte die DB, von ihrer inzwischen auf Milliarden angewachsenen Schuldenlast angetrieben, im Rahmen des Aufschwunges von Lastkraftwagen und der damit verbundenen Reduktion des Bahn-Güteranteils Pläne, ihr Schienennetz um 7.000 km zu reduzieren. Man sah sich nicht mehr in der Lage, zuvor querfinanzierte Sparten wie den Schienenpersonennahverkehr nur ansatzweise in gewohntem Maße aufrechterhalten zu können. Sie hatte neben der wachsenden Konkurrenz im Bereich von Straße und Wasserweg auch die Last vieler, von der Politik gewollter, zusätzlich zu entlohnender Eisenbahner zu tragen. Auch im Bereich der personalintensiven Ausbesserungswerke versuchte die jeweilige regionale Politik, möglichst viele Werke zu erhalten. Eine Vereinbarung zur Übertragung derartiger „Soziallasten“ zum Bund hin wurde schließlich abgelehnt, gemeinwirtschaftliche Pflichten mit vergleichsweise geringen SPNV-Ausgleichszahlungen und Schuldenabbau waren nicht auf einen Nenner zu bringen, woraufhin man sich lauthalser, indirekter öffentlicher Forderungen einschließlich schleichender Streckenstilllegungen und des Verkehrsträgerwechsels bediente. So wurde beispielsweise schon 1960, in großem Ausmaß aber auch zum Sommerfahrplan 1975 auf vielen Nebenstrecken der DB der Sonntagsbetrieb eingestellt und zum Teil durch Bahnbusse ersetzt, so dass die Besetzung der Strecke mit örtlichem Personal (Fahrdienstleiter und Schrankenwärter) entfallen konnte.